# Kandgal
Kandgal är en ort i Indien.   Den ligger i distriktet Bagalkot och delstaten Karnataka, i den södra delen av landet, 1 400 km söder om huvudstaden New Delhi. Kandgal ligger 597 meter över havet och antalet invånare är 5 728.
Terrängen runt Kandgal är platt. Runt Kandgal är det ganska tätbefolkat, med 199 invånare per kvadratkilometer. Närmaste större samhälle är Ilkal, 17,0 km väster om Kandgal. Trakten runt Kandgal består till största delen av jordbruksmark.